# Relações entre Kosovo e Sérvia
As relações entre Kosovo e Sérvia são as relações diplomáticas entre a República do Kosovo e a República da Sérvia. O Kosovo declarou a sua independência da Sérvia em 2008, uma medida rejeitada pela Sérvia. Inicialmente não houve relações entre os dois, no entanto, os anos seguintes tiveram um maior diálogo e cooperação entre os governos do Kosovo e da Sérvia. Ambos são vizinhos, com uma extensão de 352 km na fronteira entre os dois países.